# Daphnia similis
Daphnia (Ctenodaphnia) similis Claus, 1876 – gatunek wioślarki z rodzaju Daphnia i podrodzaju Ctenodaphnia, należący do rodziny Daphniidae.

## Opis
Daphnia (Ctenodaphnia) similis (brak nazwy polskiej). Skorupka żółtawo-szklista. Męskie osobniki sięgają rozmiarów 1,5-2,1 mm, natomiast żeńskie 2,0-4,5 mm.
Występuje w wodach zasolonych, alkalicznych stawach, bezrybnych zbiornikach wodnych. Gatunek euryhalinowy.